# Ousmane Sembène
Ousmane Sembène (Ziguinchor, Casamansa, Senegal, 1 de janeiro de 1923 — Dacar, Senegal, 9 de junho de 2007), frequentemente tem seu nome escrito em estilo francês como Sembène Ousmane em artigos e reportagens, foi um diretor de filmes senegalês, produtor e escritor.
Frequentou a escola até aos 14 anos, passando depois por várias profissões: pescador, mecânico, pedreiro e militar. Participou de campanhas na Itália e na França contra o fascismo e o nazismo. Ao fim da 2ª guerra, trabalhou em Marselha como estivador, passando logo a ativista sindical. Esta experiência lhe proporcionou estudar sobre a temática seu primeiro livro, Le Docker Noir (1956), e de algumas historias de Voltaique (1962). Autodidata persistente, em todas as atividades, enriqueceu seu conhecimento da vida e dos homens.
De regresso a África, entregou-se entusiasticamente a uma dupla atividade criativa: a de escritor e a de cineasta.
São já de ambiente africano suas obras: O pays, Mon Beau Peuple! (1959), Les Bouts de Bois de Dieus (1960), Vahi ciosane ou Blanche Génese, seguido de Le Mandat (1965), Xala (1973) e o primeiro volume de um vasto romance politico, L`Harmattan (1964).
Foi considerado um dos maiores autores do sub-Sahara africano e é frequentemente denominado como Pai do Cinema Africano.

## Obras
Ao longo da sua vida escreveu 10 romances e realizou 13 filmes de que se destacam:

### Filmes
- Borom Sarret (1963), curta-metragem
- Niaye (1964), curta-metragem
- La Noire De... (1966)
- Mandabi (1968)
- Tauw (1970), curta-metragem
- Emitaï (1971)
- Xala (1975)
- Ceddo (1977)
- Camp de Thiaroye (1988)
- Guelwaar (1992)
- Faat Kiné (2000)
- Moolaadé (2004)

### Livros
- Le Docker noir (romance) – Paris: Debresse, 1956; new edition Présence Africaine, 2002.
- O Pays, mon beau peuple! (romance) – 1957.
- Os Pedaços de Madeira de Deus - no original Les bouts de bois de Dieu (romance) – 1960.
- Voltaïque (contos) – Paris: Présence Africaine, 1962.
- O Harmatão - no original L’Harmattan (romance) – Paris: Présence Africaine, 1964.
- Le mandat, précédé de Vehi-Ciosane – Paris: Présence Africaine, 1966.
- Xala, Paris: Présence Africaine, 1973.
- Le dernier de l'Empire (novel) – L'Harmattan, 1981.
- Niiwam – Paris: Présence Africaine, 1987.

## Morte
Ousmane Sembène faleceu aos 84 anos de idade vítima de doença prolongada.